# Сливница (станция метро)
Сли́вница (болг. Сливница) — станция Софийского метрополитена. Расположена между станциями «Обеля» и «Люлин». Для поездов Первой линии - конечная.

## История и происхождение названия
Открыта 28 января 1998 года в составе первого пускового участка Софийского метрополитена «Сливница» — «Константин Величков».

## Характеристика
Однопролётная станция мелкого заложения. Является конечной станцией Первого метродиаметра и промежуточной для второго.